# Zwenkdravik
Zwenkdravik (Anisantha tectorum, synoniem: Bromus tectorum) is een plantensoort uit de grassenfamilie (Poaceae).

## Determinatie
Zwenkdravik is een een- tot tweejarige, kruidachtige plant. De plant wordt 15–50 cm hoog en vormt kleine zoden. De tot 20 cm lange en 2–4 mm brede bladeren en bladscheden zijn behaard. Het gespleten tongetje is 3–5 mm lang.
Zwenkdravik bloeit in mei en juni met een vrij dichte pluim, waarvan de takken en de vierkante pluimspil zacht behaard zijn. Aan de lange takken zitten drie tot acht aartjes. De aartjes hangen in waaierachtige bundels over naar een zijde. Het aartje is 2,5–3,5 cm lang en heeft kort behaarde kafjes. Een aartje bevat vier tot negen bloemen. Het onderste, lijnvormige kroonkafje van de onderste bloem is 9–13 mm lang met een even lange kafnaald. Het bovenste kelkkafje is 7–11 mm lang en het onderste 6 – 7 mm. Het onderste kelkkafje heeft één nerf, het bovenste drie nerven. De oranjebruine helmknoppen zijn 0,6-0,8 mm lang.
De vrucht is een graanvrucht.

## Ecologie
Zwenkdravik komt voor op droge grond in de duinen, langs spoorwegen en op industrieterreinen.

### Syntaxonomie
In de syntaxonomie staat zwenkdravik te boek als lokale kensoort voor de kegelsilene-associatie (Sileno-Tortuletum ruraliformis), een plantengemeenschap van droge graslanden op kalkrijke, matig voedselrijke duinen.

## Verspreiding
Het natuurlijke verspreidingsgebied van zwenkdravik strekt zich uit over Europa, Noord-Afrika en Voor-Azië en is van daaruit verder verspreid naar Noord- en Zuid-Amerika, Nieuw-Zeeland, Australië en Hawaï.
De soort staat op de Nederlandse Rode Lijst als algemeen voorkomend en stabiel of toegenomen. 

## Fotogalerij

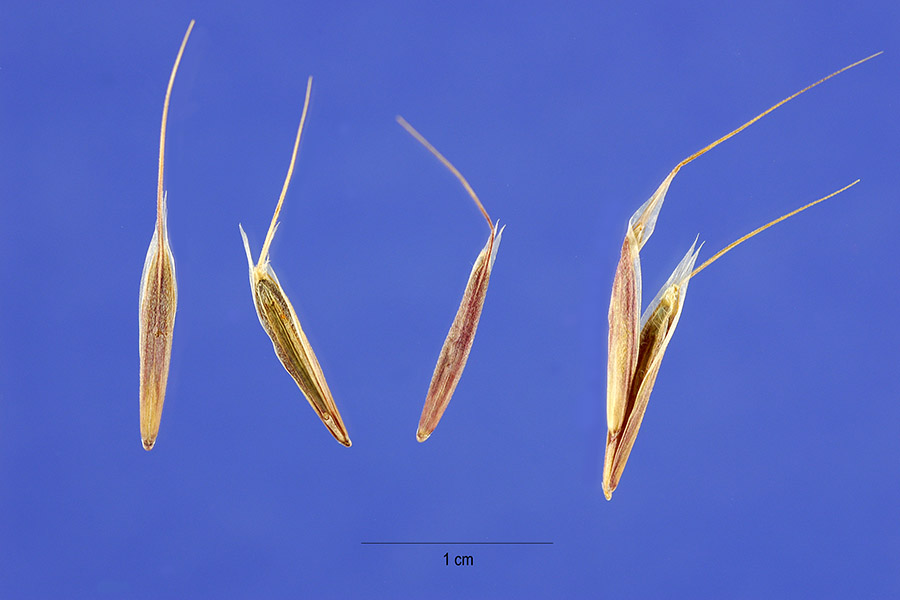
Vruchten (zaden)
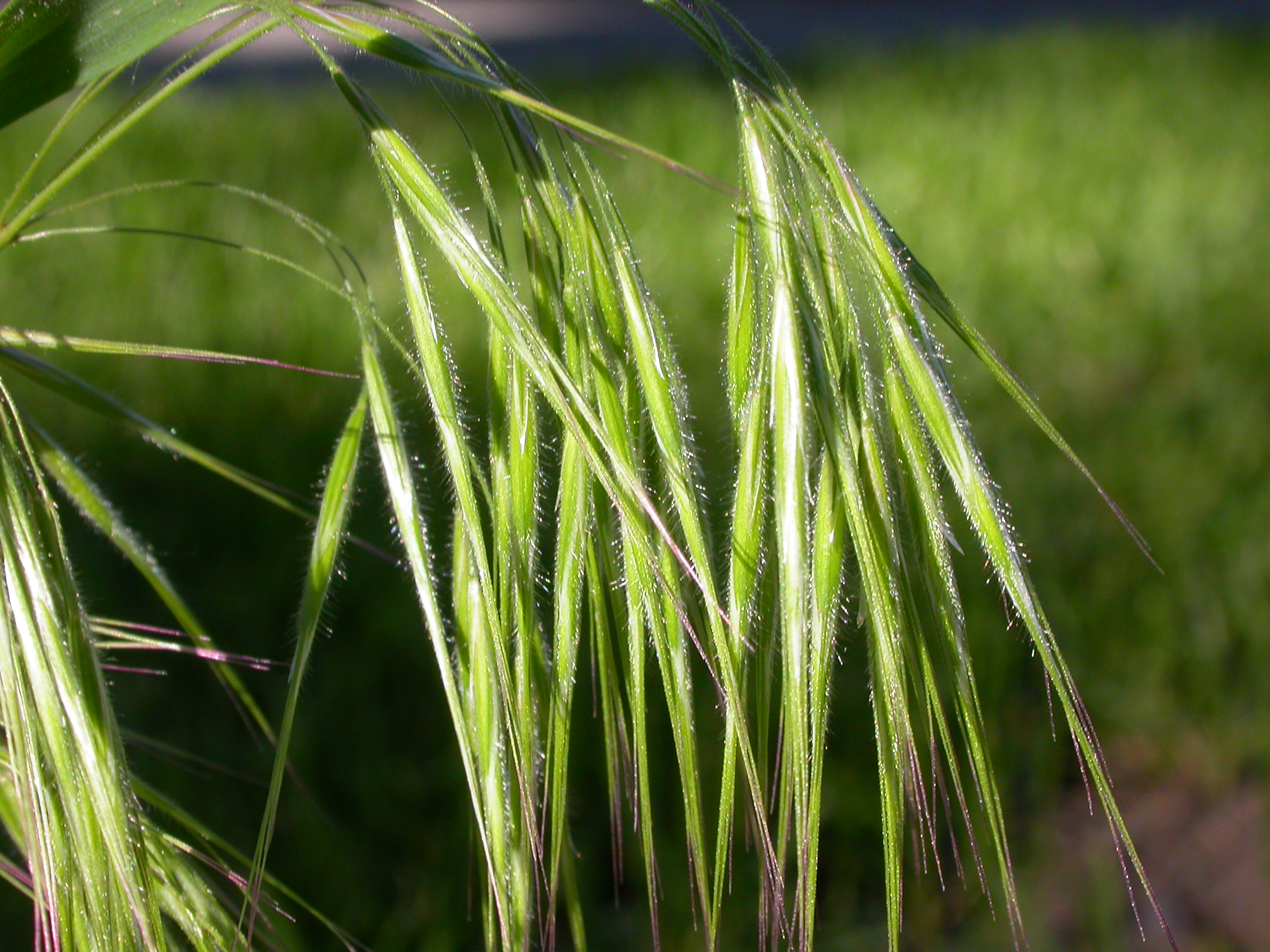
Pluim